# Festhalle Frankfurt
De Festhalle Frankfurt is een grote indoorarena in Frankfurt am Main. De arena wordt meestal gebruikt voor optredens. De arena is geopend in 1908 en biedt plaats aan ongeveer 15.000 toeschouwers (afhankelijk van het evenement). De arena bood onder andere onderdak aan de EMA 2001.